# Казарян, Норайр Вагинакович
Норайр Вагинакович Казарян (1932—2016) — советский лётчик-испытатель ГКНИИ ВВС, полковник (1970), участник первого набора космонавтов ЦПК ВВС. Заслуженный лётчик-испытатель СССР (1974).

## Биография
Родился 13 ноября 1932 года в Ереване.
С 1949 по 1953 год обучался в Военно-морском ордена Ленина авиационном училище имени И. В. Сталина. С 1953 по 1960 год служил в ВВС СССР в частях военно-морской авиации Черноморского флота. С 1960 по 1961 год находясь в запасе работал в аэропорте Внуково в должности диспетчера по центровке самолётов.

### Лётно-испытательная работа
С 1962 года на лётно-испытательной работе в ГКНИИ ВВС в должности лётчика-испытателя Управления испытаний комплексов перехвата и Службы лётных испытаний истребительной авиации, был специалистом по испытаниям на штопор и полётам на больших углах атаки, в том числе проводил испытания на штопор многоцелевых истребителей третьего поколения МиГ-23 и сверхзвукового высотного двухдвигательного истребителя-перехватчика третьего поколения  МиГ-25. При проведении испытаний на истребителе-перехватчике МиГ-25П, Н. В. Казарян выявил нарушение поперечной управляемости этого самолёта на больших скоростных напорах, в частности на высоте 15 000 метров на большой скорости при одностороннем пуске двух ракет с одной консоли крыла, самолёт не справился с кренением при этом перевернулся и отвесно пикировал, вывести самолёт в горизонтальный полёт Казаряну удалось только на высоте ниже 8 000 метров. Впоследствии этот маневр был прозван «эффектом Казаряна». В последующем, на заключительном этапе испытаний этого самолёта, Н. В. Казарян совершил сближение с высотной мишенью со скоростью более чем пяти тысяч километров в час. За испытания этого самолёта и проявленные при этом мужество и героизм И. В. Казарян  был представлен к званию Героя Советского Союза, но 3 апреля 1975 года Указом Президиума Верховного Совета СССР был награждён Орденом Ленина.
С 1985 по 1987 год — начальник Службы безопасности полётов ГКНИИ ВВС.
При непосредственном участии Н. В. Казаряна проводились государственные испытания таких ракет как К-40 и К-55, а так же различных классов самолётов, в том числе: Ан-28, МиГ-23МС, МиГ-25П, Як-28, Як-52, Як-55, Ил-76М (десантирования грузов и техники с предельно малых высот), МиГ-21 (по отработке полётов на нулевых и малых скоростях), Ил-78, Ан-32, Ан-72, Ан-74, Ми-8ТЗ, Су-7У, Су-9У, Су-17, Су-15УПС. Н. В. Казарян на самолёте МиГ-25П первым в Советском Союзе летя со скоростью 2,4 метра в секунду на высоте 23-24 000 метров совершил перехват и уничтожение крылатой ракеты-мишени летящей на высоте 30 000 метров три метра в секунду. Под руководством и при участии Н. В. Казаряна было испытано около сто пятидесяти типов самолётов различных классов и их модификаций. 

### Участие в космической подготовке
Н. В. Казарян принимал участие в первом наборе отряда космонавтов СССР, при прохождении медицинской комиссии  в Центральном научно-исследовательском авиационном госпитале был отстранён от продолжения обследования в связи с неудачными испытаниями в барокамере на высоте 14 000 метров.
Скончался 27 января 2016 года, похоронен в деревне Леониха, Щелковского района Московской области.

## Награды
- Орден Ленина (03.04.1975)
- Орден Красной Звезды (14.05.1970)

### Звания
- Заслуженный лётчик-испытатель СССР (16.08.1974)